# Sistemas Locales de Salud
Los Sistemas Locales de Salud - SILOS- es como se conoce a la táctica operacional propugnada por la OPS para fortalecer y desarrollar los Sistemas de asistencia sanitaria particularmente nivel local pero que se planteó igualmente para los niveles regional y nacional, mediante la reorganización de la infraestructura de salud como condición fundamental para lograr la cobertura de salud a toda la población, con equidad, eficacia
y eficiencia.

## Introducción Histórica
Los países miembros de la Organización Panamericana de la Salud (OPS) aprobaron en la 33 reunión del Consejo Directivo del 30 de septiembre de 1988 la Resolución XV destinada a orientar a los países de las Américas en el desarrollo de los Sistemas Locales de Salud. (SILOS) Una de las motivaciones de esta resolución fue la necesidad de acelerar las acciones relacionadas con la Meta de Salud para todos en el año 2000 definida en 1977. Los SILOS fueron además una respuesta del sector salud a los procesos de democratización que se establecían en la región En el documento aprobado se propone la necesidad de una reorganización y reorientación de los sistemas de salud sobre la base de los procesos de descentralización y desarrollo local. Se pretendía también reforzar y renovar la estrategia de atención primaria aprobada en Alma Ata en 1978, dándole mayor relevancia a la búsqueda de equidad con solidaridad y justicia a toda la población.

## Sistemas Locales de Salud (SILOS)
Un sistema local de salud consiste en un conjunto interrelacionado de recursos de salud, sectoriales y extrasectoriales, responsables de la salud de una población en una región geográfica especifica, cuyos límites son casi siempre los de una o varias unidades geopolíticas: delegaciones municipales, municipios o estados. 

Se definen 10 aspectos a considerar para el desarrollo de los SILOS: 
1. La reorganización del nivel central para asegurar la apropiada conducción del sector y el desarrollo de los SILOS
2. La descentralización y la desconcentración
3. La participación social
4. La intersectorialidad
5. La readecuación de los mecanismos de financiación
6. El desarrollo de un nuevo modelo de atención
7. La integración de los programas de prevención y control
8. El esfuerzo de la capacidad administrativa
9. La capacitación de la fuerza de trabajo en salud
10. La investigación

En el año 1993 se realizó una evaluación del avance de la Resolución El documento elaborado se denomina Desarrollo y fortalecimiento de los sistemas locales de salud: Evaluación para el cambio donde se puso en evidencia que la mayoría de los países de la región estaba poniendo en práctica dicha estrategias.

### Áreas técnicas
La Publicación Científica No. 519 de la OPS expone las áreas técnicas de mayor relevancia con los siguientes temas:
- El contexto
  - Desarrollo y fortalecimiento de los sistemas locales de salud en la transformación de los sistemas nacionales de salud.
  - Importancia de los sistemas locales de salud en la transformación de los **sistemas nacionales de salud.
  - Participación social y sistemas locales de salud.
  - Sistemas locales de salud: un nuevo modelo de atención.

- Descentralización
  - Descentralización de los sistemas de salud: el estado y la salud.
  - Descentralización y sistemas locales de salud: una contribución a la unidad de doctrina.
  - Sistemas locales de salud: revisión conceptual jurídica
  - Los sistemas locales de salud y la descentralización: su operacionalización.

- Organización conducción y gerencia
  - Sistemas locales de salud: organización regionalización, principios generales.
  - Bases para la organización de los sistemas locales de salud.
  - Sistemas locales de salud: un medio para la regionalización de los servicios de salud.
  - Reflexiones en torno a la conducción y gerencia de los sistemas locales de salud.
  - La capacidad gerencial en proceso de desarrollo de los sistemas locales de salud.
  - La epidemiología y la organización de los sistemas locales de salud.
  - El sistema de información en los SILOS: propuesta para su desarrollo.
  - Información basada en la comunidad: métodos no convencionales.
  - El subsistema de personal en los sistemas locales de salud.
  - Desarrollo de la fuerza de trabajo para los sistemas locales de salud.
  - El hospital en los sistemas locales de salud.
  - La dirección del hospital: necesidades de formación.
  - La salud en las grandes ciudades y los sistemas locales de salud.

- Programación y Planificación
  - Programación en los sistemas locales de salud.
  - Bases para la programación en los sistemas locales de salud.
  - Contribución al análisis situacional y a la programación de los sistemas locales de salud.
  - La planificación situacional en los sistemas de salud.
  - La programación local de salud y necesidad de un enfoque estratégico.
  - La red de servicios en los sistemas locales de salud: programación y diseño.

- Investigación y evaluación
  - La investigación de servicios de salud: problemas actuales.
  - Investigación y sistemas locales de salud.
  - Guía para una estrategia de evaluación y garantía de calidad de los sistemas de atención.
  - Evaluación de los sistemas locales de Salud.
  - Sistemas locales de salud: control y evaluación.

- Los sistemas y los programas de salud
  - La investigación de servicios de salud: problemas actuales.
  - Los sistemas locales de salud y el control del crecimiento y desarrollo del niño.
  - Los sistemas locales de salud y el control de enfermedades diarreicas en el niño.
  - Los sistemas locales de salud y la salud del adulto.
  - Los sistemas locales de salud y la salud ambiental.
  - Los sistemas locales de salud y la ambientación y nutrición.
  - Los sistemas locales de salud y los preparativos para situaciones de desastres y emergencias.
  - Prevención y control de enfermedades transmisibles en los sistemas locales de salud.
  - Los medicamentos en los sistemas locales de salud.
  - El laboratorio en los sistemas locales de salud.
  - La infraestructura física y el equipamiento de los SILOS: mantenimiento y conservación.
  - La salud oral: un componente de los sistemas locales de salud.

- Experiencias
  - El sistema de salud y el proceso de programación local en la provincia de Neuquén, República Argentina.
  - El plan de salud “Dr. Ramón Carrillo” en la provincia de Salta, República Argentina.
  - Sistemas locales de salud en la República de Bolivia.
  - Los sistemas locales de salud en Brasil: relato de experiencias.
  - Sistemas locales de salud en la provincia de Quebec, Canadá.
  - Desarrollo de los sistemas locales de salud mediante los procesos de programación local y desconcentración administrativa de los servicios de salud en Costa Rica.
  - Experiencia de programación a nivel nacional y local en la República de Cuba.
  - La programación local en El Salvador.
  - Los SILOS en áreas urbanas de México: la programación local en Palmatitla, Región 1 Norte del Distrito Federal.
  - El desarrollo de los SILOS en Nicaragua: el sistema territorial de salud, Zona 10, Managua.
  - Los sistemas locales de salud en Paraguay: experiencia de programación local.
  - Experiencias de programación local en el Perú.

## Temas Relacionados
1. Temas relacionados
2. Salud para todos
3. Estrategias de atención primaria de la salud
4. Renovación de la atención primaria de la salud
5. Equidad en salud
6. Redes de atención
7. Cobertura de la salud
8. Programación local en salud
9. Participación social en salud

## actualidades
- Organización Panamericana de la Salud Archivado el 8 de julio de 2009 en Wayback Machine..
- Centro Interdisciplinario Universitario para la Salud.

- Datos: Q6129977